# Sidra-öböl
Sidra-öböl (arabul: خليج السدرة, Khalij as-Sidra; olaszul: Golfo di Sidra) Szurt városa után kapta a nevét, a Földközi-tenger vízgyűjtője Líbia északi partjánál.

## Fordítás
- Ez a szócikk részben vagy egészben  a   Gulf of Sidra című angol Wikipédia-szócikk ezen változatának fordításán alapul.  Az eredeti cikk szerkesztőit annak laptörténete sorolja fel. Ez a jelzés csupán a megfogalmazás eredetét és a szerzői jogokat jelzi, nem szolgál a cikkben szereplő információk forrásmegjelöléseként.